# Lenka Juríková
Lenka Juríková (ur. 11 sierpnia 1990 w Bratysławie), słowacka tenisistka.
W profesjonalnych rozgrywkach zadebiutowała we wrześniu 2007 roku, na turnieju ITF w Bratysławie. Wygrała tam kwalifikacje i w fazie głównej turnieju dotarła do drugiej rundy, przegrywając w niej z rodaczką, Michaelą Pochabovą. Zagrała potem jeszcze trzy razy w kwalifikacjach do podobnych turniejów, ale w żadnym z nich nie przeszła kwalifikacji. W marcu 2008 roku odnotowała swoje pierwsze zwycięstwo na turnieju w Ramat ha-Szaron, gdzie pokonała w finale Irini Jeorgatu. Kontynuacją dobrej gry był wygrany tydzień później turniej w Porto Rafti, w którym zwyciężyła w finale z Janą Jandovą. W tym samym roku w maju, w parze z Katarzyną Piter, wygrała turniej w grze podwójnej w słowackiej miejscowości Michalovce.
W lipcu 2009 roku zagrała po raz pierwszy w turnieju WTA w Budapeszcie. Wygrała tam kwalifikacje, pokonując w decydującym o awansie meczu Petrę Martić z Chorwacji i dostała się do turnieju głównego. Udział w turnieju zakończyła niestety już w pierwszej rundzie, przegrywając po trzysetowym meczu z Kateryną Bondareko. Dwa tygodnie później ponownie wygrała kwalifikacje, tym razem w Bad Gastein i po raz drugi wystąpiła w fazie głównej turnieju. Efekt jednak był taki sam jak w poprzednim turnieju i znowu odpadła po pierwszej rundzie, tym razem przegrywając z Jarosławą Szwiedową. W 2010 roku czterokrotnie brała udział w kwalifikacjach do turniejów WTA, ale w żadnym z nich nie udało jej się przejść kwalifikacji.
Jak dotąd, ma na swoim koncie jedenaście zwycięstw w grze pojedynczej i pięć w grze podwójnej rangi ITF.
28 lutego 2011 roku po raz pierwszy osiągnęła drugą setkę światowego rankingu, plasując się na 197 miejscu.

## Wygrane turnieje rangi ITF
| turnieje z pulą nagród 100 000 $ |
| turnieje z pulą nagród 75 000 $  |
| turnieje z pulą nagród 50 000 $  |
| turnieje z pulą nagród 25 000 $  |
| turnieje z pulą nagród 15 000 $  |
| turnieje z pulą nagród 10 000 $  |

### Gra pojedyncza
|     | Data       | Turniej         | Kat. | ($)    | Naw.   | Finalistka           | Wynik         |
| 1.  | 16/03/2008 | Ramat ha-Szaron | ITF  | 10 000 | twarda | Irini Jeorgatu       | 6:4, 6:3      |
| 2.  | 23/03/2008 | Porto Rafti     | ITF  | 10 000 | twarda | Jana Jandová         | 6:1, 7:5      |
| 3.  | 17/05/2009 | Michalovce      | ITF  | 10 000 | ziemna | Michaela Pochabová   | 6:4, 2:6, 7:5 |
| 4.  | 20/06/2010 | Bratysława      | ITF  | 25 000 | ziemna | Camila Giorgi        | 6:2, 6:1      |
| 5.  | 01/08/2010 | Bad Saulgau     | ITF  | 25 000 | ziemna | Elise Tamaëla        | 6:4, 6:2      |
| 6.  | 13/09/2015 | Praga           | ITF  | 10 000 | ziemna | Katharina Lehnert    | 6:3, 6:4      |
| 7.  | 19/06/2016 | Preszów         | ITF  | 10 000 | ziemna | Anastasija Zaryćka   | 6:2, 6:4      |
| 8.  | 21/08/2016 | Slovenská Ľupča | ITF  | 10 000 | ziemna | Tereza Prochazkova   | 6:1, 6:2      |
| 9.  | 28/08/2016 | Pörtschach      | ITF  | 10 000 | ziemna | Miriam Kolodziejová  | 6:1, 6:2      |
| 10. | 04/09/2016 | St. Pölten      | ITF  | 10 000 | ziemna | Kristína Schmiedlová | 6:2, 6:4      |
| 11. | 17/06/2017 | Przerów         | ITF  | 15 000 | ziemna | Miriam Kolodziejová  | 6:4, 6:4      |